# 로베르 이르슈
로베르 이르슈(Robert Hirsch, 1925년 7월 26일 ~ 2017년 11월 16일)는 프랑스의 영화배우, 연극 배우, 텔레비전 배우이다.

## 영화
- 골동품상 (2014년)
- 볼폰 (2003년)
- 모탈 트랜스퍼 (2000년)
- 내 안의 남자 (1996년)
- 겨울 54 (1989년)
- 임파서블 온 새터데이 (1965년)
- 매그레와 쌩 피아크르 사건 (1959년)
- 노틀담의 꼽추 (1956년)